# Jonathan Trelawny (2e baronnet)
Jonathan Trelawny, 2e baronnet (ca. 1623 - 5 mars 1681), de Trelawny dans la paroisse de Pelynt à Cornouailles, en Angleterre, est un homme politique anglais.

## Biographie
Il est le quatrième enfant et fils aîné et héritier de John Trelawny (1er baronnet) (en) (décédé le 16 février 1664), shérif de Cornouailles en 1630.
Il entre au Parlement en 1660 en tant que député pour l'arrondissement de poche de sa famille d'East Looe en Cornouailles et le prestigieux siège du comté de Cornouailles en 1661. Il est élu pour East Looe et Liskeard en 1679 mais n'est pas appelé à choisir entre eux, et de nouveau en 1681, mais est décédé avant la convocation du Parlement.

## Mariage et enfants

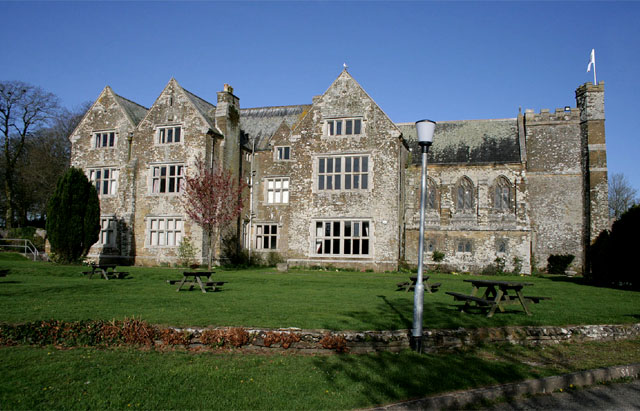
Trelawne Manor - siège de la famille Trelawny

Il épouse Mary Seymour (1619-1680), fille de Edward Seymour (2e baronnet) (vers 1580-1659) de Berry Pomeroy dans le Devon, arrière-petit-fils d'Edward Seymour (1er duc de Somerset), Lord-protecteur d'Angleterre et frère aîné de la reine Jeanne Seymour (d. 1537), la troisième épouse du roi Henri VIII. De sa femme, il a six fils et au moins une fille comme suit :
- John Trelawny (ca. 1646 - 14 mai 1680), fils aîné et héritier présomptif, tué au combat à Tanger. Il n'a pas d'enfants et est décédé avant son père[3].
- Jonathan Trelawny, mort nourrisson[4]
- Jonathan Trelawny (3e baronnet) (1650-1721), héritier, destiné à la prêtrise, qui succède à son père dans la baronnie et devient évêque de Bristol, évêque d'Exeter et évêque de Winchester[4]
- Charles Trelawny (ca. 1653 - 24 septembre 1731), député[4]
- William Trelawny, décédé célibataire[4]
- Chichester Trelawny (mort en 1694), célibataire[4]
- Anne Trelawny, célibataire en 1730, nommée dans les testaments de ses frères John & Charles. (VOC page 577? s/be 477)
- Henry Trelawny (ca. 1658 - 8 janvier 1702), député[4] qui épouse Rebecca Hals (1661-1699)[5], fille de Matthew Hals (d. 1675/6) d'Efford dans la paroisse d'Eggbuckland[6], et de Kenedon [7] dans la paroisse de Sherford, tous deux dans le Devon, et une cohéritière de son frère Matthew Hals (d. 1684) d'Efford, dont elle hérite le manoir d'Efford [8].
- Marie Trelawny